# کلارنس گمبل
کلارنس گمبل (انگلیسی: Clarence Gamble; ۱۶ اوت ۱۸۸۱ – ۱۳ ژوئن ۱۹۵۲) تنیس‌باز اهل ایالات متحده آمریکا بود.